# Велайетруд
Велайетруд (перс. ولایترود‎) — село на севере Ирана, в остане Альборз. Входит в состав шахрестана Кередж. Является частью дехестана (сельского округа) Неса бахша Асара.

## География
Село находится в северо-восточной части Альборза, в горной местности центральной части Эльбурса, в долине реки Велайетруд, на расстоянии приблизительно 42 километров к северо-востоку от Кереджа, административного центра провинции. Абсолютная высота — 2419 метров над уровнем моря.

## Население
По данным переписи 2006 года население села составляло 1649 человек (859 мужчин и 790 женщин). В Велайетруде насчитывалось 454 домохозяйства. Уровень грамотности населения составлял 79,14 %. Уровень грамотности среди мужчин составлял 84,4 %, среди женщин — 73,42 %.